# Györgyi Balogh
Györgyi Balogh po mężu Szomov (ur. 1 maja 1948 w Budapeszcie) – węgierska lekkoatletka, sprinterka, wicemistrzyni Europy z 1971.
Wystąpiła na europejskich igrzyskach juniorów w 1966 w Odessie, gdzie zajęła 6. miejsce w sztafecie 4 × 100 metrów oraz odpadła w eliminacjach biegu na 200 metrów.
Na igrzyskach olimpijskich w 1968 w Meksyku odpadła w ćwierćfinale biegu na 100 metrów oraz w eliminacjach biegu na 200 metrów i sztafety 4 × 100 metrów. Odpadła w eliminacjach biegu na 50 metrów na europejskich igrzyskach halowych w 1969 w Belgradzie, a sztafeta 1+2+3+4 okrążenia z jej udziałem nie ukończyła biegu.
Odpadła w półfinale biegu na 200 metrów i zajęła 7. miejsce w sztafecie 4 × 400 metrów na mistrzostwach Europy w 1969 w Atenach.
Zdobyła srebrny medal w biegu na 200 metrów i brązowy w biegu na 100 metrów na uniwersjadzie w 1970 w Turynie. Zajęła 6. miejsce w biegu na 60 metrów na halowych mistrzostwach Europy w 1971 w Sofii.
Zdobyła srebrny medal w biegu na 200 metrów na mistrzostwach Europy w 1971 w Helsinkach, przegrywając jedynie z Renate Stecher z NRD, a wyprzedzając Irenę Szewińską. Na tych samych mistrzostwach zajęła 5. miejsca w biegu na 100 metrów i w sztafecie 4 × 100 metrów. Na igrzyskach olimpijskich w 1972 w Monachium zajęła 8. miejsce w finale biegu na 400 metrów.
Balogh była mistrzynią Węgier w biegu na 100 metrów w 1968, 1971 i 1972, w biegu na 200 metrów w latach 1968–1972, w biegu na 400 metrów w 1971 i 1972, w biegu na 80 metrów przez płotki w 1968, w sztafecie 4 × 100 metrów w latach 1969–1972 i 1975, w sztafecie 4 × 200 metrów w latach 1969–1971 i 1975 oraz w sztafecie 4 × 400 metrów w latach 1970–1972 i 1975.
Wielokrotnie poprawiała rekordy Węgier w biegu na 100 metrów do czasu 11,3 s (pomiar ręczny, 30 maja 1971 w Győr) i 11,60 s (pomiar automatyczny, 11 sierpnia 1971 w Helsinkach), w biegu na 200 metrów do czasu 22,8 s (pomiar ręczny, 1 sierpnia 1971 w Bratysławie) i 23,10 s (pomiar automatyczny, 3 września 1971 w Monachium), w biegu na 400 metrów do wyniku 51,71 (3 września 1972 w Monachium), w sztafecie 4 × 100 metrów do wyniku 44,6 (5 października 1968 w Meksyku) i w sztafecie 4 × 4w00 metrów do wyniku 3:35,8 (19 września 1969 w Atenach).